# Byblis febris
Byblis febris is een vlokreeftensoort uit de familie van de Ampeliscidae. De wetenschappelijke naam van de soort werd voor het eerst geldig gepubliceerd in 1969 door Imbach.